# Optus D3
O Optus D3 é um satélite de comunicação geoestacionário australiano que foi construído pela Orbital Sciences Corporation (OSC). Ele está localizado na posição orbital de 156 graus de longitude leste e é operado pela SingTel Optus Pty Limited. O satélite foi baseado na plataforma Star-2.4 Bus e sua expectativa de vida útil é de 15 anos.

## História
Em março de 2007, a operadora australiana de satélite, a Optus, ordenou a construção do satélite Optus D3 com previsão para ser lançado em 2009. O Optus D3 faz parte da série Optus-D, ele foi baseado na plataforma Star-2 da Orbital Sciences Corporation e leva 24 transponders em banda Ku, com 8 canais de back-up também disponíveis, para fornecer comunicações fixas e serviços de radiodifusão televisiva direto para a Austrália e Nova Zelândia.

## Lançamento
O satélite foi lançado com sucesso ao espaço no dia 21 de agosto de 2009, às 22:09 UTC, por meio de um veiculo Ariane 5 ECA, lançado a partir do Centro Espacial de Kourou, na Guiana Francesa, juntamente como o satélite JCSAT-12. Ele tinha uma massa de lançamento de 2.501 kg.

## Capacidade e cobertura
O Optus D3 é equipado com 24 (mais 8 de reserva) transponders em banda Ku para fornecer comunicações fixas e serviços de radiodifusão televisiva direto para a Austrália e Nova Zelândia.